# Lucyna Mruk
Lucyna Mruk, z d. Karpierz (ur. 30 lipca 1963 w Wałbrzychu) – polska koszykarka, mistrzyni i reprezentantka Polski.

## Kariera sportowa
Karierę sportową rozpoczęła w III-ligowej Unii Wałbrzych. W 1982 została zawodniczką Ślęzy Wrocław i rozpoczęła studia w Akademii Wychowania Fizycznego we Wrocławiu. Z wrocławskim klubem zdobyła dwukrotnie wicemistrzostwo Polski w 1984 i 1985 (była zawodniczką rezerwową). W latach 1985–1987 występowała w II-ligowym AZS Wrocław. W latach 1987–1990 była zawodniczką Spójni Gdańsk i w 1989 zdobyła z nią wicemistrzostwo Polski. W latach 1990–1994 grała w Lechu Poznań, w 1994 przeszła do Warty (następnie grającej jako Fota Porta Gdynia). Z gdyńskim klubem zdobyła trzykrotnie mistrzostwo Polski (1996, 1998, 1999), wicemistrzostwo Polski (1997) i brązowy medal mistrzostw Polski (1995). W sezonie 1999/2000 reprezentowała ŁKS Łódź, w sezonie 2000/2001 w II-ligowych rezerwach Polpharmy Gdynia - GTK Gdynia, w sezonie 2001/2002 ponownie w ekstraklasie, w drużynie AZS Quay Poznań, w sezonie 2002/2003 w II-ligowym Starcie Gdańsk.
Z reprezentacją Polski seniorek wystąpiła na mistrzostwach Europy w 1991, zajmując 6. miejsce.